# شینجی هوسوکاوا
شینجی هوسوکاوا (انگلیسی: Shinji Hosokawa؛ زادهٔ ۲ ژانویهٔ ۱۹۶۰) جودوکار اهل ژاپن است.